# Stéphane Lasme
Stéphane Lasme, né le 17 décembre 1982 à Port-Gentil dans la province de l'Ogooué-Maritime au Gabon, est un joueur gabonais de basket-ball.

## Biographie
Stéphane Lasme commence le basket-ball au lycée Raponda Walker à Port-Gentil, sa ville natale. Il joue également pour les Anges ABC du lycée national Léon Mba à Libreville. Il rejoint ensuite les États-Unis et l'université du Massachusetts à Amherst. Il est nommé lors de sa saison senior (2006-2007) meilleur joueur et meilleur défenseur de la Atlantic Ten Conference. Il réalise également lors de cette saison quatre triple-double, égalant le record NCAA, détenu par Jason Kidd et Michael Anderson.
Il est drafté en 2007 au deuxième tour (46e rang) par les Warriors de Golden State. Il ne jouera en tout et pour tout que quatre secondes avec les Warriors, avant qu'il ne soit évincé. Il est alors recruté en novembre 2007 par l'équipe NBA Development League (D-League) des D-Fenders de Los Angeles, avec qui il sera nommé meilleur défenseur de la D-League de la saison 2007-2008. Il signe un contrat de 10 jours avec le Heat de Miami en mars 2008. Il jouera 16 matchs pour des statistiques de 5,2 points et 3,3 rebonds, mais il n'est pas conservé pour la saison 2008-2009. Il rejoint alors l'Europe en signant avec le club serbe du KK Partizan Belgrade. Il remporte la Ligue adriatique et atteint les quarts de finale de l'Euroligue. Il rejoint le Maccabi Tel-Aviv pour la saison 2009-2010.
Il rejoint le Panathinaïkos à l'été 2012 et participe à l'Euroligue 2012-2013 de laquelle il est nommé meilleur défenseur, devançant son coéquipier Dimítris Diamantídis et Shawn James du Maccabi Tel-Aviv.
Le 22 juin 2014, il signe un contrat de deux ans avec l'Anadolu Efes Spor Kulübü en Turquie.
En juin 2018, Lasme retourne au Panathinaïkos avec lequel il signe un contrat d'un an. Fin janvier 2019, il est licencié par le Panathinaïkos dont l'effectif dépasse la limite du nombre de joueurs étrangers avec le recrutement d'Adreian Payne.
Le 11 février 2019, il est proche de signer jusqu'à la fin de saison 2018-2019 avec la SIG Strasbourg,. Mais, le 13 février 2019, le club strasbourgeois indique que le certificat médical ne peut être délivré et le contrat ne rentre donc pas en vigueur.

## Palmarès
- Vainqueur de l'Eurocup (2016)
- MVP des finales d'Eurocup (2016)
- All-Eurocup Second Team (2016)
- All-Euroleague Second Team (2014)
- Meilleur défenseur de l'Euroligue (2013)
- MVP du championnat grec (2013)
- Meilleur défenseur du championnat grec (2013, 2014)
- NBA D-League Defensive Player of the Year (2008)
- Champion de Serbie (2009)
- Champion de la Ligue adriatique (2009)
- Vainqueur de la coupe Korać (2009)
- Champion d'Israël (2010)
- Vainqueur de la coupe d'Israël (2010)
- Champion de Grèce (2013, 2014)
- Vainqueur de la coupe de Grèce (2013, 2014)
- Vainqueur de la coupe de Turquie (2015)
- First-team All-Atlantic 10 (2007)